# Bara (Henner)
Pour les articles homonymes, voir Bara.
Ne doit pas être confondu avec La Mort de Bara (homonymie).
Bara est un tableau de Jean-Jacques Henner réalisé en 1882 et conservé au Petit Palais à Paris. Il entend montrer un héros de la Révolution française, Joseph Bara, tué par les Vendéens en 1793.

## Quand la Troisième République réactive la mémoire de la Révolution
Le tableau représente Joseph Bara, jeune garçon de l'armée républicaine, tué à 14 ans par des Vendéens à Jallais, au nord de Cholet, le 7 décembre 1793. À la suite d'une lettre envoyée à la Convention par son chef, Jean-Baptiste Desmarres, décrivant cette mort et réclamant une pension pour la mère de Bara, il est érigé en héros et martyr de la Révolution française, principalement, à l'origine, sous l'influence de Robespierre.
En 1882,  Jean-Jacques Henner, peintre alsacien installé à Paris, très prolifique, compose Bara, tableau actuellement conservé au Petit Palais, le musée des Beaux-Arts de la Ville de Paris. 
Henner répond ainsi à une commande de l'État. En effet, pour enraciner le régime républicain en France, la Troisième République mène une œuvre d'appropriation symbolique de la culture liée à la Révolution. La réactivation de la mémoire de Bara en fait partie. Au début des années 1880, différentes toiles représentant Bara sont réalisées. La mobilisation des artistes s'effectue essentiellement sous l'impulsion d'Edmond Turquet, sous-secrétaire d'Etat aux Beaux-Arts.

## Un enfant gisant nu

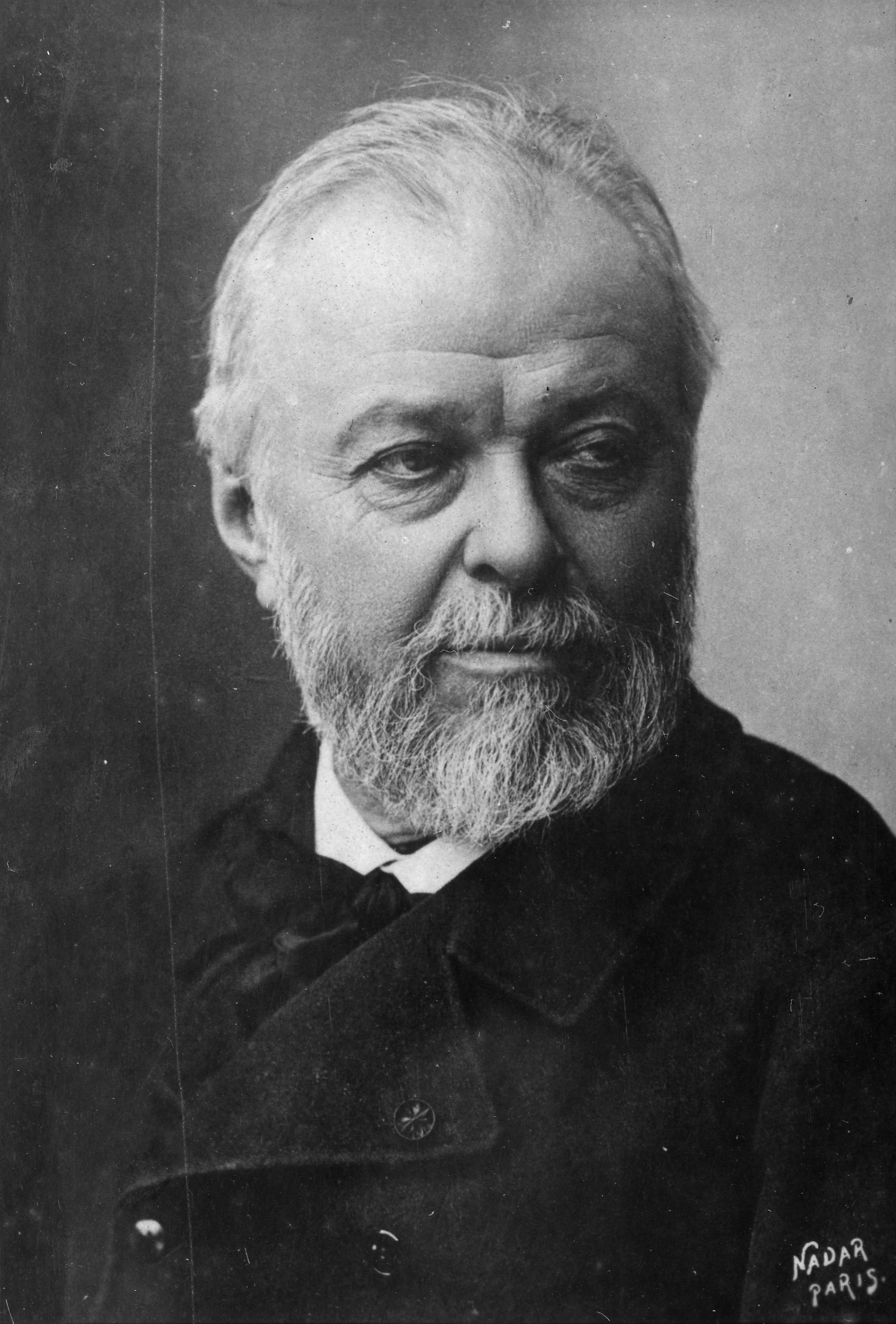
Jean-Jacques Henner photographié par Nadar.

Dans ce tableau de dimensions modestes,  Henner a représenté  Bara mort, nu, étendu sur le sol, les bras en croix, un poignard à la main. Lui seul est éclairé, le décor disparaissant dans des tons sombres. La référence christique apparaît nettement.
Contrairement au tableau inachevé de Jacques-Louis David intitulé La Mort du jeune Bara, toute ambiguïté androgyne est évitée : le corps du héros est bien un cadavre de jeune homme dépouillé de son uniforme et abandonné, même si l'épisode historique n'est pas en soit représenté. En outre, la position du corps est très éloignée de celle du tableau de David et se rapproche plus de celle du tableau de Charles Moreau-Vauthier peint quelques années auparavant, intitulé La Mort de Joseph Bara, même si dans ce dernier Bara est habillé.
En choisissant de représenter Bara nu alors que les artistes contemporains le peignent en hussard ou en tambour, Henner semble être emporté par sa passion pour le nu. Les critiques et le public ne lui pardonnent pas d'avoir déshabillé le héros. Ce tableau est présenté au Salon des artistes français de 1882. Il semble que Jean-Jacques Henner n'est pas vraiment intéressé par la figure historique de Bara, mais qu'il saisit une occasion d'exprimer son art comme il l'entend.
L'année suivante, en 1883, Jean-Joseph Weerts peint une Mort de Bara radicalement différente. Les avis divergent sur la comparaison entre les deux tableaux. Pour le magazine anglais Punch, le Bara de Henner est beaucoup moins héroïque que celui de Weerts. Au contraire, pour le critique Jules Claretie, « ce Bara donne une sensation d'héroïsme bien autrement profonde que les Bara déguisés en hussards, gamins déguisés en guerriers, qu'on nous a montrés, au Salon, avec leurs sabres et leurs cadenettes. ».
Le musée des Beaux-Arts de la Ville de Paris acquiert ce tableau en 1905, cédé par Jules Henner. Ce dernier est le neveu du peintre, qui, mort sans enfant, lui a légué ses biens ainsi qu'à sa sœur Eugénie.

## Œuvres en rapport
- Tableau intitulé La Mort du jeune Bara, de Jacques-Louis David (1794).
- Modèle en plâtre pour une œuvre en marbre, représentant Joseph Bara mourant, directement inspiré du tableau de Jacques-Louis David, réalisé par le sculpteur angevin et militant républicain David d'Angers (1838).
- Tableau intitulé La Mort de Joseph Bara, de Charles Moreau-Vauthier (1880).
- Tableau intitulé La Mort de Bara, de Jean-Joseph Weerts (1883).